# 納丘薩 (伊利諾伊州)
納丘薩（英語：Nachusa）是位於美國伊利諾伊州李縣的一個非建制地區。該地的面積和人口皆未知。

## 地理
納丘薩的座標為41°49′53″N 89°23′23″W / 41.83139°N 89.38972°W，而該地的平均海拔高度為241米（即791英尺）。